# Didymodon tectorum
Didymodon tectorum là một loài Rêu trong họ Pottiaceae. Loài này được (Müll. Hal.) K. Saito mô tả khoa học đầu tiên năm 1975.